# Sander Raieste
Sander Raieste (Tallinn, 31 marzo 1999) è un cestista estone di formazione spagnola.

## Carriera
Con l'Estonia ha disputato i Campionati europei del 2022.